# العلاقات الدومينيكانية السويسرية
العلاقات الدومينيكانية السويسرية هي العلاقات الثنائية التي تجمع بين جمهورية الدومينيكان وسويسرا.

## مقارنة بين البلدين
هذه مقارنة عامة ومرجعية للدولتين:
| وجه المقارنة                                              | جمهورية الدومينيكان | سويسرا                                                                                      |
| --------------------------------------------------------- | ------------------- | ------------------------------------------------------------------------------------------- |
| المساحة (كم2)                                             | 48.67 ألف           | 41.28 ألف                                                                                   |
| عدد السكان (نسمة)                                         | 10.40 مليون         | 8.21 مليون                                                                                  |
| الكثافة السكانية (ن./كم²)                                 | 213.68              | 198.89                                                                                      |
| العاصمة                                                   | سانتو دومينغو       | برن                                                                                         |
| اللغة الرسمية                                             | اللغة الإسبانية     | اللغة الألمانية، اللغة الإيطالية، لغة فرنسية، اللغة الرومانشية، الألمانية السويسرية الموحدة |
| العملة                                                    | بيزو دومنيكاني      | فرنك سويسري                                                                                 |
| الناتج المحلي الإجمالي (بليون دولار)                      | 75.93 مليار         | 678.89 مليار                                                                                |
| الناتج المحلي الإجمالي (تعادل القوة الشرائية) بليون دولار | 149.89 مليار        | 518.07 مليار                                                                                |
| الناتج المحلي الإجمالي الاسمي للفرد دولار أمريكي          | 6.47 ألف            | 80.94 ألف                                                                                   |
| الناتج المحلي الإجمالي للفرد دولار أمريكي                 | 13.26 ألف           | 59.54 ألف                                                                                   |
| مؤشر التنمية البشرية                                      | 0.715               | 0.930                                                                                       |
| رمز المكالمات الدولي                                      | +1809، +1829، +1849 | +41                                                                                         |
| رمز الإنترنت                                              | .do                 | .ch، .swiss ‏                                                                                |
| المنطقة الزمنية                                           | 00                  | توقيت وسط أوروبا، ت ع م+01:00، ت ع م+02:00، أوروبا/زيورخ ‏                                   |

## مدن متوأمة
في ما يلي قائمة باتفاقيات التوأمة بين مدن دومينيكانية وسويسرية:
- ترتبط سانتو دومينغو مع برن باتفاقية توأمة منذ 1970.

## منظمات دولية مشتركة
يشترك البلدان في عضوية مجموعة من المنظمات الدولية، منها:
| علم المنظمة | اسم المنظمة                        | تاريخ انضمام جمهورية الدومينيكان | تاريخ انضمام سويسرا |
| ----------- | ---------------------------------- | -------------------------------- | ------------------- |
|             | مؤسسة التمويل الدولية              | 31 أكتوبر 1961                   | 29 مايو 1992        |
|             | منظمة حظر الأسلحة الكيميائية       | ?                                | ?                   |
|             | يونسكو                             | 4 نوفمبر 1946                    | 28 يناير 1949       |
|             | الأمم المتحدة                      | 24 أكتوبر 1945                   | 10 سبتمبر 2002      |
|             | منظمة الشرطة الجنائية الدولية      | ?                                | ?                   |
|             | البنك الدولي للإنشاء والتعمير      | 18 سبتمبر 1961                   | 29 مايو 1992        |
|             | الاتحاد البريدي العالمي            | ?                                | ?                   |
|             | مؤسسة التنمية الدولية              | 16 نوفمبر 1962                   | 29 مايو 1992        |
|             | منظمة التجارة العالمية             | ?                                | ?                   |
|             | وكالة ضمان الاستثمار متعدد الأطراف | 7 مارس 1997                      | 12 أبريل 1988       |

## أعلام
هذه قائمة لبعض الشخصيات التي تربطها علاقات بالبلدين:
- أوسكار بيتر (11 يونيو 1981 – )
- روبن فارغاس (5 أغسطس 1998[21] – )
- هاينز بارمتلر (لاعب كرة قدم سويسري، 21 يوليو 1987 – )
- ياسمين جيجير (6 نوفمبر 1999 – )

## وصلات خارجية
- موقع وزارة الخارجية السويسرية